# Copa México 1957/58
Die Copa México 1957/58 war die 16. Austragung des Fußball-Pokalwettbewerbs seit Einführung des Profifußballs in Mexiko. Das Turnier wurde im Anschluss an die Punktspielrunde der Erstliga-Saison 1957/58 ausgetragen. Teilnahmeberechtigt waren nur die 14 Mannschaften, die in derselben Saison in der höchsten Spielklasse des Landes vertreten waren. Sieger wurde die Mannschaft des Club León, die den Pokalwettbewerb in dieser Saison zum zweiten Mal nach 1949 gewann und sich zugleich für die Finalniederlage der letzten Saison gegen denselben Gegner (CD Zacatepec) revanchieren konnte.

## Modus
Die Begegnungen wurden im K.-o.-System ausgetragen. Wegen der Teilnahme von 14 Mannschaften kamen in der ersten Runde zwei Mannschaften (Club América und Atlético Morelia) per Freilos weiter. Alle Runden bis auf das Finale, für das ursprünglich nur eine Begegnung angesetzt war, wurden in Hin- und Rückspielen mit je einem Heimrecht der beiden Kontrahenten ausgetragen. Endspielort war das Estadio Olímpico Universitario in Mexiko-Stadt, in dem auch das erforderliche Wiederholungsspiel ausgetragen wurde, nachdem die erste Begegnung unentschieden 1:1 endete. Nachdem auch in der regulären Spielzeit der neu angesetzten Finalbegegnung kein Sieger ermittelt werden konnte, fiel die Entscheidung erst in der Verlängerung, dafür aber letztendlich deutlich mit 5:2 für den Sieger aus der Industriestadt León.

## Achtelfinale
Die Begegnungen des Achtelfinals wurden zwischen dem 2. März und 12. März 1958 ausgetragen.
|                  | Gesamt          |                | Hinspiel | Rückspiel |
| ---------------- | --------------- | -------------- | -------- | --------- |
| CF Atlas         | 0:5             | Club León      | 0:0      | 0:5       |
| CD Irapuato      | 2:2 (2:3 i. E.) | CD Guadalajara | 0:0      | 2:2       |
| CD Zamora        | 3:7             | CD Oro         | 2:4      | 1:3       |
| CD Zacatepec     | 3:3 (2:1 i. E.) | CD Tampico     | 3:2      | 0:1       |
| Deportivo Toluca | 4:1             | Club Necaxa    | 2:1      | 2:0       |
| CD Cuautla       | 3:4             | CF Atlante     | 2:1      | 1:3       |

- Club América und Atlético Morelia per Freilos.

## Viertelfinale
Die Begegnungen des Viertelfinals wurden zwischen dem 15. März und 23. März 1958 ausgetragen.
|                  | Gesamt |                  | Hinspiel | Rückspiel |
| ---------------- | ------ | ---------------- | -------- | --------- |
| CD Oro           | 1:2    | Club León        | 1:1      | 0:1 n. V. |
| Atlético Morelia | 4:2    | CD Guadalajara   | 0:1      | 4:1       |
| CD Zacatepec     | 2:0    | Deportivo Toluca | 0:0      | 2:0       |
| CF Atlante       | 2:1    | Club América     | 2:0      | 0:1       |

## Halbfinale
Die Hinspiele des Halbfinals wurden am 30. März und die Rückspiele am 6. April 1958 ausgetragen.
|                  | Gesamt |              | Hinspiel | Rückspiel |
| ---------------- | ------ | ------------ | -------- | --------- |
| CF Atlante       | 3:4    | CD Zacatepec | 1:2      | 2:2       |
| Atlético Morelia | 1:5    | Club León    | 0:2      | 1:3       |

## Finale
Das Finale wurde am 13. April 1958 ausgetragen, das erforderliche Wiederholungsspiel zwei Tage später.
|           | Ergebnis  |              |
| --------- | --------- | ------------ |
| Club León | 1:1       | CD Zacatepec |
| Club León | 5:2 n. V. | CD Zacatepec |

Mit der folgenden Mannschaft gewann der Club León das Wiederholungsspiel des Pokalfinals und sicherte sich den Pokalsieg der Saison 1957/58:

Antonio Carbajal, Óscar Nova, Perales, Miguel Gutiérrez, Luis Luna, Rocha, Alfredo Hernández, Jerónimo Di Florio, Mateo de la Tijera, Oswaldo Martinolli, Leonel Boza; Trainer: Antonio López Herranz.